# NGC 3079
NGC 3079是位於大熊座，距離5,000萬光年的一個棒旋星系。這個星系的特徵是在非常中心的位置形成一個有"氣泡" （見右圖）。 

## 中心氣泡
在NGC 3079中心的氣泡被認為有3,000光年寬，並且從星系的盤面向上升起超過3,500光年。這個氣泡被推測是大量恆星形成，引發爆發所形成的高速粒子流。目前的氣泡流被認為是在一百萬年前形成的，而且電腦的模擬顯示氣泡會周期性的形成，新的氣泡大約每一千萬年形成一次。

## 外部連結
- HST: Burst of Star Formation Drives Bubble in Galaxy's Core（页面存档备份，存于）
- Superwind Sculpts Filamentary Features（页面存档备份，存于） - Chandra Space Telescope
- Astronomy Picture of the Day（页面存档备份，存于） for August 22, 2001